# Franz Ferdinand (албум)
Franz Ferdinand је дебитантски студијски албум шкотске музичке групе Franz Ferdinand. Објављен је 9. фебруара 2004. године за издавачку кућу Domino. Генерално је добио врло добре критике и продат је у више од 3,5 милиона примерака широм света.
На званичној британској листи албума дебитовао је 21. фебруара 2004. и заузео трећу позицију, а то му је остао највиши пласман.
Албум је групи донео Меркјури награду за 2004. годину. Такође, био је номинован и за Греми 2005. у категорији најбољег албума алтернативне музике.
Нумера Take Me Out нашла се на 327. месту листе 500 најбољих песама свих времена по избору часописа Ролинг стоун.

## Списак песама
| №               | Назив           | Аутор(и)                               | Трајање |  |
| 1.              |                 | Боб Харди, Алекс Капранос, Ник Макарти | 3:49    |  |
| 2.              |                 | Капранос, Макарти                      | 2:17    |  |
| 3.              |                 | Капранос, Макарти                      | 3:57    |  |
| 4.              |                 | Харди, Капранос, Макарти               | 4:03    |  |
| 5.              |                 | Капранос, Макарти                      | 4:19    |  |
| 6.              |                 | Капранос, Макарти                      | 2:36    |  |
| 7.              |                 | Капранос, Макарти                      | 4:14    |  |
| 8.              |                 | Капранос, Макарти                      | 2:59    |  |
| 9.              |                 | Капранос, Макарти                      | 3:21    |  |
| 10.             |                 | Капранос, Макарти                      | 3:46    |  |
| 11.             | 40              | Капранос, Макарти                      | 3:24    |  |
| Укупно трајање: | Укупно трајање: | Укупно трајање:                        | 38:49   |  |

## Музичари

### Постава групе
- Алекс Капранос — соло гитара, главни вокал
- Ник Макарти — ритам гитара, вокал, клавијатуре
- Боб Харди — бас-гитара
- Пол Томпсон — бубањ, удараљке, пратећи вокал

## Успешност албума на топ-листама
| Листа       | Улазак            | Број недеља | Најбољи пласман | Датум(и) најбољег пласмана |
| ----------- | ----------------- | ----------- | --------------- | -------------------------- |
| [ 2 ]       | 21. фебруар 2004. | 82          | 3.              | 21. фебруар 2004.          |
| Билборд 200 | —                 | 56          | 32.             | 10. јул 2004.              |

## Синглови
| #  | Назив | Датум објављивања  | [ 5 ] | Билборд хот 100 |
| -- | ----- | ------------------ | ----- | --------------- |
| 1. |       | 8. септембар 2003. | 44.   | —               |
| 2. |       | 12. јануар 2004.   | 3.    | 66.             |
| 3. |       | 19. април 2004.    | 8.    | —               |
| 4. |       | 16. август 2004.   | 17.   | —               |
| 5. |       | 12. новембар 2004. | —     | —               |

## Награде и номинације
| Година | Награда  | Категорија                        | Номиновано дело | Исход      |
| ------ | -------- | --------------------------------- | --------------- | ---------- |
| 2004.  | Меркјури | Албум године                      |                 | Освојено   |
| 2004.  | Кју      | Најбољи албум                     |                 | Номинација |
| 2004.  | Кју      | Најбоља песма                     |                 | Номинација |
| 2004.  | Кју      | Најбољи спот                      |                 | Освојено   |
| 2005.  | Греми    | Најбољи албум алтернативне музике |                 | Номинација |